# ماتي ماثيوز
ماتي ماثيوز (بالإنجليزية: Matty Matthews)‏ مواليد 13 يوليو 1873 في نيويورك - الوفاة 06 ديسمبر 1948 في بروكلين، كان ملاكم محترف أمريكي صنّف ضمن فئة وزن الوسط.

## إحصائيات
خاض خلال مسيرته 101 نزالا، فاز في 58 وتعادل في 19 وخسر في 24. فاز بالضربة القاضية في 25 نزالا.

## روابط خارجية
- ماتي ماثيوز على موقع بوكس ريك (الإنجليزية) (registration required)